# Couronne ducale des princes de Liechtenstein
Ne doit pas être confondu avec Couronne du Liechtenstein.

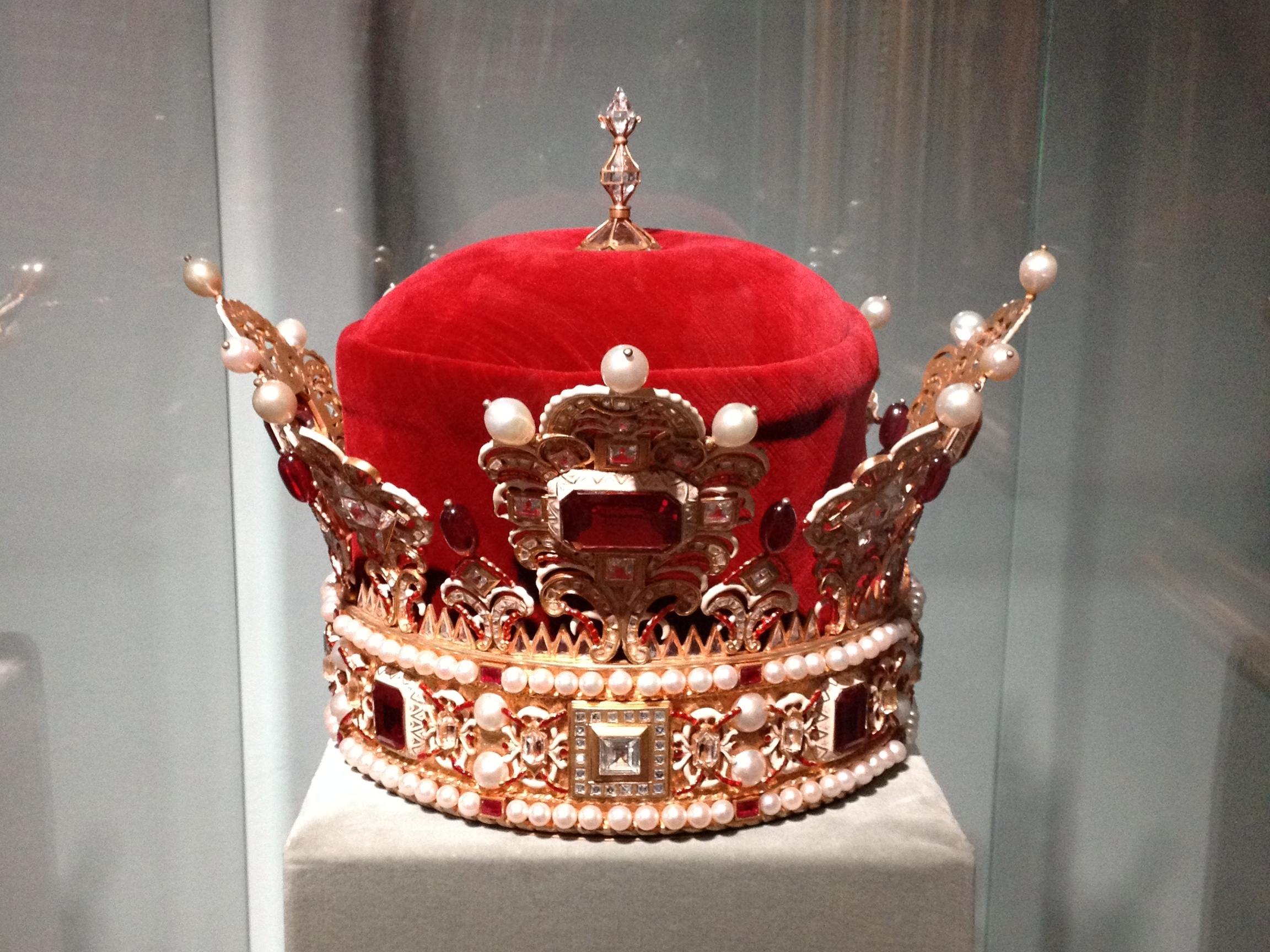
Réplique de la couronne ducale du Liechtenstein.

La couronne ducale des princes de Liechtenstein, parfois présentée comme une couronne princière, était une coiffe datant du XVIIe siècle, aujourd'hui perdue. La version originale était composée d'or, de diamant et de perles provenant du trésor de la maison de Liechtenstein. Une réplique est aujourd'hui visible dans la Salle du Trésor du Liechtenstein.

## Histoire

### L'original

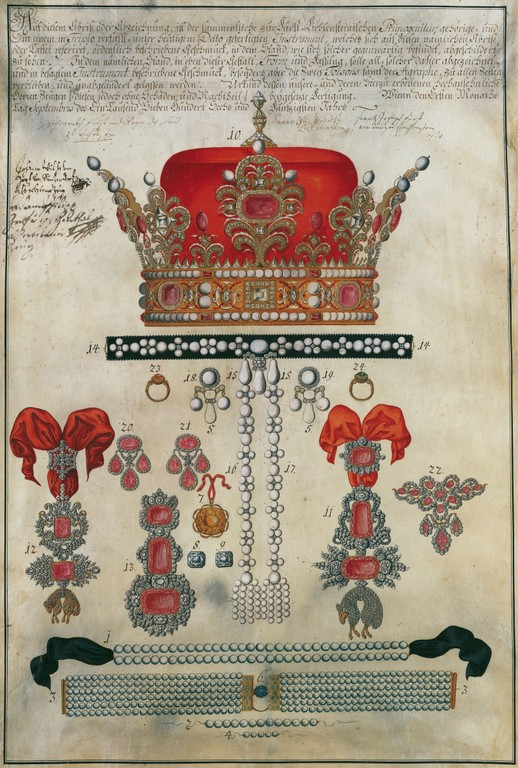
Illustration de la couronne ducale avec d'autres insignes sur une gouache de 1756.

En 1614, le prince Charles Ier obtient le duché d'Opava et désire symboliquement exprimer sa souveraineté sur ce territoire. À la suite de difficultés politiques et jusqu'en 1622, cette idée ne parvient pas à aboutir. Ce n'est qu'après 1623 et l'acquisition du duché de Krnov en tant que fief qu'il commande au joailler et artisan francfortois Daniel de Briers une couronne ducale.
Livrée au printemps 1626, la couronne possède des dents en forme de fleurs de lys et comporte des perles, des rubis et des diamants. Au sommet de la coiffe rouge est plantée une pointe en diamant. La base comporte des rangs de perles interrompus par des rubis taillés en forme rectangulaire. Chaque dent en forme de fleur de lys est sertie d'un rubis de forme octogonale entouré de perles, et est flanquée de deux petites dents en forme de fleurs. La première version comprenait apparemment des bords en fourrure.
Un contrat familial du 1er septembre 1756 est la dernière mention de la couronne ducale originale. Sa dernière apparition certaine date de la mort du prince Joseph-Wenceslas en 1772. L'exécuteur des fidéiscommis avait déjà mentionné la disparition de deux bagues parmi les bijoux familiaux. La couronne ducale n'est ainsi pas mentionnée dans l'inventaire. À la mort de son successeur François-Joseph Ier en 1781, la couronne n'existait plus. L'inventaire d'après-décès se contentera de la brève mention « manquante » près de la couronne.

### Réplique ultérieure
En 1976, pour le 70e anniversaire du prince François-Joseph II, le gouvernement et les communes lui ont offert une réplique de la couronne ducale. Cette réplique est placée à l'époque au Musée national du Liechtenstein (en). En 2015, elle est déplacée dans la Salle du Trésor du Liechtenstein.

## Timbre anniversaire
À l'occasion du tricentenaire de la principauté en 2019, la Poste du Liechtenstein a produit un timbre anniversaire reprenant le modèle de la couronne ducale, limité à 70 000 pièces. De plus, 2 019 exemplaires d’une édition spéciale d'une valeur de 300 francs ont été édités. Cette édition porte des fils d'or 24 carats et 8 cristaux Swarovski. Les deux versions ont un prix de 6,30 francs,.